# Dennis Furchheim
Dennis Furchheim (* 16. August 1984 in Essen) ist ein ehemaliger deutscher Automobilrennfahrer.

## Karriere
Furchheim begann seine Karriere im Kartsport, in dem er bis 2001 unterwegs war. Anschließend wechselte er 2002 in die Formel Renault 2.0 Deutschland in der er am Saisonende den sechzehnten Platz belegte. Er blieb der Serie treu und wurde 2003 Elfter. Außerdem startete er 2003 in Der spanischen Formel 3 Meisterschaft, in der er Gesamt-Sechzehnter wurde. Des Weiteren war er 2003 in der Formel Renault 2.0 Eurocup am Start. 2004 folgte der Wechsel in die Formel-3-Euroserie, in der er am Saisonende den 17. Platz belegte.

## Statistik

### Karrierestationen
- -2001: Kartsport
- 2002: Formel Renault 2.0 Deutschland (Platz 16)
- 2003: Formel Renault 2.0 Deutschland (Platz 11)
- 2003: Spanische Formel 3 (Platz 16)
- 2003: Formel Renault 2.0 Eurocup
- 2004: Formel-3-Euroserie (Platz 17)